# Canotaje en los Juegos Suramericanos de 2014: C1 1000 m
La prueba de C1 1000m masculina en Santiago 2014 se llevó a cabo el 12 de marzo de 2014 en la Laguna de Curauma, Región de Valparaíso. Participaron en la prueba 8 canoteros.

## Resultados
| Rank              | Calle | Nacionalidad | Canotero          | Tiempo Total | Diferencia |
| ----------------- | ----- | ------------ | ----------------- | ------------ | ---------- |
| Medalla de oro    | 8     | Brasil       | Isaquías Queiroz  | 3:56.335     |            |
| Medalla de plata  | 5     | Chile        | Jhonnathan Tafra  | 4:04.307     | +7.972     |
| Medalla de bronce | 2     | Colombia     | Sergio David Díaz | 4:09.187     | +12.852    |
| 4                 | 7     | Argentina    | Facundo Pagiola   | 4:18.652     | +22.317    |
| 5                 | 9     | Venezuela    | José Solano       | 4:21.940     | +25.605    |
| 6                 | 6     | Ecuador      | Vicente González  | 4:25.008     | +28.673    |
| 7                 | 4     | Uruguay      | Michael Lapaz     | 4:31.217     | +34.882    |
| 8                 | 3     | Perú         | Antoni Shapiama   | 4:33.585     | +37.250    |